# 油木宣夫
油木 宣夫（あぶらぎ のぶお、1943年10月13日 - ）は、北海道出身の元騎手。

## 経歴

### 1960年代
1961年3月に中山・矢野幸夫厩舎からデビューし、同21日の中山第9競走5歳以上オープン・ブリツカシーマー（5頭中3着）で初騎乗を果たすが、1年目の同年は3着1回が最高で0勝に終わる。
2年目の1962年には10月20日の東京第9競走4歳以上30万下・クリハヤトで初勝利を挙げ、同年は2勝、3年目の1963年には7勝をマーク。
1964年には安田記念・シモフサホマレで重賞初勝利、9月19日・15日の中山では初の2日連続勝利、11月1日の中山で初の1日2勝を挙げる。朝日杯3歳ステークスではリユウゲキで牝馬3頭を抑えて重賞2勝目を飾るなど、同年は初の2桁勝利で20勝台となる23勝をマークし、この年から1972年まで9年連続2桁勝利を記録。
1966年には第1回北海道3歳ステークスをリュウズキで制したほか 、同年からはモンタサンとのコンビで活躍。
1966年の朝日杯3歳ステークスをレコード勝ちし、啓衆社賞最良3歳牡馬を受賞。
1967年のクラシックは長引く馬丁ストライキの最中に体調を崩し、皐月賞と東京優駿では共に単勝4番人気に推されたが敗退。夏の北海道シリーズでは馬主の知人から脊椎の治療を受けて復調し、函館記念ではリュウズキにアタマ差2着と好走。
セントライト記念ではニットエイトを1/2馬身抑えてレコード勝ちするが、窪田康夫（当時・ラジオ関東アナウンサー）は、雑誌『優駿』に寄稿したセントライト記念の観戦記で本馬のファンについて「一種異常なまでの打ち込み方」「ファンというよりも信者といった方がぴったりくるような声援の送り方」とその熱狂ぶりを記している。
10月5日には菊花賞に向けて京都に移動したが、同11日夜に、飼料に付着していた農薬にあたり激しい下痢と熱発を起こして出走を断念 。
菊花賞トライアルの京都杯ではリュウズキに騎乗し2着、ハリウッドターフクラブ賞ではセントライト記念2着のニットエイトに騎乗し5着であった。
1968年には札幌記念で同年の皐月賞馬マーチス、ダービー馬タニノハローモアを抑えて1番人気に支持されたが、トップハンデ60kgでマーチスに2馬身差の2着に終わった。有馬記念では著名なモンタサンファンで知られた寺山修司に優勝を予想されたが、レースではドロドロの不良馬場で先行集団に入り、向正面ではリュウズキを後ろに置いての4番手、4コーナーでは下げたが直線で巻き返して4着を確保。
1969年にはアメリカジョッキークラブカップでフイニイ・メジロタイヨウ・リュウズキを寄せ付けなかったが、スピードシンボリをアタマ差抑えるも、アサカオーにはハナ差の2着に終わった。大雪の不良馬場で行われた京王杯スプリングハンデキャップでは61kgを背負ったアサカオーに勝利し 、レース後のインタビューでは「自在の脚質だけれど先行した方が安心できる」と述べている。日本経済賞では2コーナー過ぎで急に後退し2着に終わったが、油木曰く「いつもの悪い癖」が出たためであり、日本経済新聞記者の小堀孝二は「バカツキ」と表現した。天皇賞（春）は軽い捻挫のため出走を回避し、大レースに縁の無いまま1970年に引退するが、全27戦中26戦は油木が主戦騎手として騎乗した。
1966年23勝、1968年には自己最多の25勝と1年置きに20勝台をマークし、1969年7月23日の函館第9競走巴賞ではニットエイトでメジロアサマを破った。

### 1970年代
1970年の東京優駿では13番人気の関西馬ホースメンテディに騎乗し、アローエクスプレス・メジロムサシを抑えてタニノムーティエ・ダテテンリュウに次ぐ3着に入った。
1971年の中山記念では10頭中9番人気のエネアスで3着に入り、1972年には20勝をマーク。
1973年には10年ぶりの1桁となる7勝に終わったが、1974年から1975年、1978年から1979年には2度の2年連続2桁勝利を記録。
1974年はサンポウで東京新聞杯ではイチフジイサミ・ナスノチグサ・イナボレスを抑えての5着に入り、2月24日の中山第8競走5歳以上オープンではホワイトフォンテン・ニットウチドリを抑えて勝利。
1975年3月9日の中山第5競走4歳未勝利ではメゾンラフィットでイシノアラシにハナ差競り勝ち、同年のセントライト記念ではオダジョウでイシノアラシ・コクサイプリンスに次ぐ5着に入った。
1977年には京成杯3歳ステークス・メルバで5着、ステイヤーズステークス・オダジョウで4着、1978年のオールカマーではミチールターフで5着に入り、1979年には自身最後の2桁となる14勝を挙げた。

### 1980年代
1980年には3月15日の中山第10競走ブラッドストーンステークスではカネツポーセレンでホウヨウボーイの3着、サンジャックでアラブ王冠（春）・セイユウ記念2着に入った。
1981年の新潟記念ではタイテエム産駒の関西馬フジシゲで9頭中9番人気ながら5着、1982年5月9日の東京第7競走カーネーションカップではアキノビューティでシャダイアイバーの3着に入った。
1983年にはヒカリファリングで7月24日の札幌第9競走短距離ステークスではドウカンヤシマを抑えて皐月賞馬ハワイアンイメージの3着、10月1日の中山第11競走オータムスプリントステークスではハワイアンイメージを抑えてホスピタリテイの3着に入った。
1984年1月5日の中山第8競走5歳以上400万下ではサンマリーナでギャロップダイナの3着に入り、同馬に騎乗した1985年2月16日の東京第12競走で5歳以上オープンが最後の勝利となり、同24日の中山第10競走筑波山特別・パラストプリンス（12頭中7着）を最後に引退。

## 騎手成績
| 通算成績 | 1着 | 2着 | 3着 | 4着以下 | 出走回数 | 勝率 | 連対率 |
| -------- | --- | --- | --- | ------- | -------- | ---- | ------ |
| 平地     | 289 | 281 | 281 | 2073    | 2942     | .098 | .194   |
| 障害     | 7   | 4   | 7   | 15      | 33       | .212 | .333   |
| 計       | 296 | 285 | 288 | 2106    | 2975     | .099 | .195   |

主な騎乗馬
- シモフサホマレ（1964年安田記念）
- リユウゲキ（1964年朝日杯3歳ステークス）
- リユウズキ（1966年北海道3歳ステークス）
- モンタサン（1966年朝日杯3歳ステークス、1967年セントライト記念、1969年京王杯スプリングハンデキャップ）